# Йеменско-катарские отношения
Йеменско-катарские отношения — двусторонние дипломатические отношения между Йеменом и Катаром. 

## История
Катар исторически играет важную роль во внутренней политической жизни Йемена. В 1994 году правительство Катара было посредником при проведении переговоров между воюющими сторонами в йеменской гражданской войне. Затем, в 2010-х годах, Катар выступал в роли посредника между правительством Йемена и шиитским вооружённым ополчением в этой стране. В 2011 году в Йемене начались волнения, Катар финансово и дипломатически поддержал противников действующего правительства, многие из оппозиционеров были членами организации Братья-мусульмане. Власти Катара официально призвали действующего на тот момент президента Йемена Али Абдаллу Салеха уйти в отставку. В июле 2013 года президент Йемена Абд-Раббу Мансур Хади совершил официальный визит в столицу Катара, где провёл переговоры по налаживанию двусторонних отношений с этой страной.
В 2015 году Катар поддержал ведение боевых действий странами арабской коалиции во главе с Саудовской Аравией в Йемене. В сентябре 2015 года правительство Катара направило в Йемен 1000 солдат и 200 единиц бронированной техники, а также 30 вертолётов McDonnell Douglas AH-64 Apache. 5 июня 2017 года правительство Йемена разорвало дипломатические отношения с Катаром, обвинив власти этой страны в поддержке экстремизма и терроризма.